# Thomas Youngblood
Thomas Youngblood (Tampa, 29 maggio 1974) è un chitarrista statunitense.
Egli è uno dei membri fondatori della band power metal Kamelot.

## Biografia
Youngblood cominciò a suonare la chitarra all'età di 17 anni; nel 1991 fonda i Kamelot, insieme al batterista Richard Warner. Dopo che quest'ultimo ha lasciato la band nel 1997, Youngblood è diventato uno dei leader carismatici dei Kamelot e uno dei maggiori autori delle canzoni della band, insieme al cantante Roy Khan.